# 金曜7時のコンサート〜名曲!にっぽんの歌〜
『金曜7時のコンサート〜名曲!にっぽんの歌〜』（きんようしちじのコンサート めいきょく にっぽんのうた）は、2011年10月13日から2016年9月9日まで、テレビ東京系列で放送されていた、演歌・歌謡曲がメインの音楽・歌番組である。通算177回（160回+17回）。開始から2016年3月10日までは『木曜8時のコンサート〜名曲!にっぽんの歌〜』（もくようはちじのコンサート めいきょく にっぽんのうた）として放送されていた。
通称は『金曜7時のコンサート』、略称は『金7（キンナナ）』であり（改題前の通称は『木曜8時のコンサート』、同じく略称は『木8（モクハチ）』であった。）、収録は公開形式で行われる。

## 概要
『木8』時代の番組ロゴに使用されていた文字は、美空ひばりが生前に書いた日記や手紙から取り出し、それを組み合わせたものであった。また、開始当初はオープニングでも美空ひばりの肉声によるメッセージも流れていた。
首都圏近郊の大規模ホールを使用しての公開収録が行われる。観覧希望者は締切日必着による葉書での応募となり、抽選によりペアで招待される。オープニング・エンディング以外は司会者や出演者も観客席の最前列に座り、出演者にも観客と同じように観覧する形式を採っている。
司会は宮本隆治（元NHKアナウンサー）と松丸友紀（当時テレビ東京アナウンサー）が務める。
演歌歌手が出演のメインとなる。年に数回放送される『懐かしの昭和メロディ』や、祝日の午後などに不定期で放送されている『歌謡リクエスト』をベースとした番組である。
初回は19:58 - 21:48の2時間スペシャルで放送。『木8』時台は2時間スペシャルで放送される頻度が高かった。
本番組開始以降改編期に放送される特番『名曲ベストヒット歌謡』は必ず木曜日に放送されるようになった。
2012年以降は『木曜8時のコンサート〜夏祭りにっぽんの歌〜』という特別番組を放送し（2012年と2014年は2週連続2時間スペシャルとして放送した）、それまでの『夏祭りにっぽんの歌』〜『プレミア音楽祭』の路線を引き継ぐ形となった。なお、2012年は翌日の8月10日に『懐かしの昭和メロディ』が放送されたため、2日連続で同様の番組が放送されることになった。
また、2011年はBSジャパンと同時放送だった『プレミア - 』は、この年より演歌・歌謡曲を扱わない内容に変更され、放送日も9月9日に変更。加えてBSジャパンでの放送も行われなくなった。さらに、長らく『日曜ビッグバラエティ』枠で放送されていた『日本作詩大賞』が、12月6日のこの時間帯に（2時間スペシャル形態で）放送された。
なお、2014年は6月26日に所ジョージ総合パーソナリティーによる『開局50周年特別企画 テレ東 音楽祭（初）』を18:30 - 23:24に放送。21:11までの第1部を『モクハチ!今夜だけ木曜6時半のコンサート』のタイトルで宮本・松丸司会で放送した。
番組最高視聴率は通常版が2012年12月13日放送分の12.5%、スペシャル版が2013年5月30日放送分の12.1%である。
2012年10月期と2013年1月期の半年間は平均視聴率が二桁を記録し、これは『開運!なんでも鑑定団』を除くと本番組のみであった。
開始以来、20:54のミニ番組への接続は拡大版でもステブレレスだったが、2014年4月からはジャンクション・ステブレ入りに変更された。また2時間SPの際は、通常は先述のミニ番組を21:48まで繰り下げて19:58 - 21:48で放送するが、2015年10月8日放送分の2時間SPは、ミニ番組を20:27 - 20:31に繰り上げ・短縮して放送することで、一時中断扱いの2部制（第1部…19:58 - 20:27・第2部…20:31 - 21:54）で放送し、2016年3月10日放送分の2時間SPは、ミニ番組を19:58 - 20:04に繰り上げ、20:04 - 21:54枠で放送された。
2016年4月15日より、『金曜7時のコンサート〜名曲!にっぽんの歌〜』に改題の上、金曜18:53 - 19:56に移動、そして直後のミニ番組（放送日時移動時点では『インテリア日和』）との接続はステブレレスに戻った。改題移動してわずか2週間後の同年4月28日には、かつての枠である木曜20時台（および21時台）で『木曜8時のコンサート〜名曲!にっぽんの歌〜特別編』として福岡県からの2時間スペシャルを放送した。その一方で金曜日に移動後は直後の20時台にドラマ枠『金曜8時のドラマ』が存在する関係上、2時間スペシャルは減ってきたものの、ドラマ終了後の2016年6月24日 - 7月15日は『どうぶつBANG!!』（2回放送）などの2時間特番で1ヶ月も休止、2015年 - 2016年の年末年始休止以来の長期休止となった。
休み明けの2016年7月22日からは開始時刻を2分繰り下げ、18:55 - 19:56での放送となった。その後、同年9月9日をもって放送終了。後継の歌番組として、同年10月15日より『〜歌のワイドショー〜音楽の森』のタイトルで、毎週土曜日11:03 - 11:30に放送開始したものの、結局該当番組も2017年3月25日をもって終了した。

## 出演者

### 司会
- 宮本隆治
- 松丸友紀（当時テレビ東京アナウンサー）[注 1]

### ゲスト
レギュラー放送時は毎回10組前後、特番放送時は20組前後が出演。

## ネット局と放送時間
遅れネットの放送局では、『名曲!にっぽんの歌』の番組名で放送。
| 放送対象地域   | 放送局                  | 系列           | 放送時間                                                     | 放送開始日     | 備考       |
| -------------- | ----------------------- | -------------- | ------------------------------------------------------------ | -------------- | ---------- |
| 関東広域圏     | テレビ東京（TX）        | テレビ東京系列 | 木曜 19:58 - 20:54 ↓ 金曜 18:53 - 19:56 ↓ 金曜 18:55 - 19:56 | 2011年10月13日 | 制作局     |
| 北海道         | テレビ北海道（TVh）     | テレビ東京系列 | 木曜 19:58 - 20:54 ↓ 金曜 18:53 - 19:56 ↓ 金曜 18:55 - 19:56 | 2011年10月13日 | 同時ネット |
| 愛知県         | テレビ愛知（TVA）       | テレビ東京系列 | 木曜 19:58 - 20:54 ↓ 金曜 18:53 - 19:56 ↓ 金曜 18:55 - 19:56 | 2011年10月13日 | 同時ネット |
| 大阪府         | テレビ大阪（TVO）       | テレビ東京系列 | 木曜 19:58 - 20:54 ↓ 金曜 18:53 - 19:56 ↓ 金曜 18:55 - 19:56 | 2011年10月13日 | 同時ネット |
| 岡山県・香川県 | テレビせとうち（TSC）   | テレビ東京系列 | 木曜 19:58 - 20:54 ↓ 金曜 18:53 - 19:56 ↓ 金曜 18:55 - 19:56 | 2011年10月13日 | 同時ネット |
| 福岡県         | TVQ九州放送（TVQ）      | テレビ東京系列 | 木曜 19:58 - 20:54 ↓ 金曜 18:53 - 19:56 ↓ 金曜 18:55 - 19:56 | 2011年10月13日 | 同時ネット |
| 滋賀県         | びわ湖放送（BBC）       | 独立局         | 木曜 19:58 - 20:54 ↓ 金曜 18:53 - 19:56 ↓ 金曜 18:55 - 19:56 | 2011年10月13日 | 同時ネット |
| 奈良県         | 奈良テレビ（TVN）       | 独立局         | 木曜 19:58 - 20:54 ↓ 金曜 18:53 - 19:56 ↓ 金曜 18:55 - 19:56 | 2011年10月13日 | 同時ネット |
| 岐阜県         | 岐阜放送（GBS）         | 独立局         | 木曜 19:58 - 20:54 ↓ 金曜 18:53 - 19:56 ↓ 金曜 18:55 - 19:56 | 2011年10月26日 | 同時ネット |
| 和歌山県       | テレビ和歌山（WTV）     | 独立局         | 月曜 19:00 - 19:55                                           | 2011年10月13日 | 遅れネット |
| 三重県         | 三重テレビ（MTV）       | 独立局         | 水曜 13:30 - 14:25                                           | 2011年10月30日 | 遅れネット |
| 福井県         | 福井テレビ（FTB）       | フジテレビ系列 | 木曜 14:55 - 15:50                                           | 2012年4月5日   | 遅れネット |
| 広島県         | 中国放送（RCC）         | TBS系列        | 水曜 13:55 - 14:55                                           | 2013年3月14日  | 遅れネット |
| 宮城県         | 東日本放送（KHB）       | テレビ朝日系列 | 土曜 3:45 - 4:35                                             | 2013年4月19日  | 遅れネット |
| 福島県         | テレビユー福島（TUF）   | TBS系列        | 月曜 14:57 - 15:52                                           | 2013年4月27日  | 遅れネット |
| 島根県･鳥取県  | 山陰中央テレビ（TSK）   | フジテレビ系列 | 日曜 14:00 - 14:55                                           | 2013年8月11日  | 遅れネット |
| 山形県         | さくらんぼテレビ（SAY） | フジテレビ系列 | 金曜 15:55 - 16:50                                           | 2015年4月3日   | 遅れネット |

### 過去のネット局
| 放送対象地域 | 放送局                    | 系列           | 放送期間                      |
| ------------ | ------------------------- | -------------- | ----------------------------- |
| 福島県       | 福島テレビ（FTV）         | フジテレビ系列 | 2011年11月5日 - 2012年3月24日 |
| 鹿児島県     | 鹿児島テレビ（KTS）       | フジテレビ系列 | 2011年11月6日 - 2014年3月     |
| 熊本県       | テレビくまもと（TKU）     | フジテレビ系列 | 2012年10月3日 - 2015年3月25日 |
| 青森県       | 青森テレビ（ATV）         | TBS系列        | 2013年4月5日 - 10月18日       |
| 山口県       | 山口放送（KRY）           | 日本テレビ系列 | 2013年4月26日 - 7月26日       |
| 静岡県       | 静岡第一テレビ（SDT）     | 日本テレビ系列 | 2013年5月13日 - 7月22日       |
| 富山県       | チューリップテレビ（TUT） | TBS系列        | 2013年10月16日 - 2014年3月    |
| 長崎県       | テレビ長崎（KTN）         | フジテレビ系列 | 2013年12月3日 - 2014年5月27日 |
| 長崎県       | 長崎国際テレビ（NIB）     | 日本テレビ系列 | 2015年4月 - 2015年9月         |
| 岩手県       | IBC岩手放送               | TBS系列        | 2014年3月31日 - 5月26日       |
| 徳島県       | 四国放送（JRT）           | 日本テレビ系列 | 2014年9月21日 - 11月2日       |
| 石川県       | 石川テレビ（ITC）         | フジテレビ系列 | 2013年7月4日 - 2015年6月24日  |

### 変遷
| 期間       | 期間       | タイトル            | 放送時間（日本時間）       |
| ---------- | ---------- | ------------------- | -------------------------- |
| 2011.10.13 | 2016.03.10 | 木曜8時のコンサート | 木曜 19:58 - 20:54（56分） |
| 2016.04.15 | 2016.06.17 | 金曜7時のコンサート | 金曜 18:53 - 19:56（63分） |
| 2016.07.22 | 2016.09.09 | 金曜7時のコンサート | 金曜 18:55 - 19:56（61分） |

## 主要スタッフ
（2016年7月22日現在）
- 構成：青島利幸
- 音楽・指揮：義野裕明
- 振り付け：花柳糸之、市川愛
- 演奏：サウンドギャラクシー、フラワーアンサンブル
- コーラス：ウィン
- TD：吉田健吾（以前は、CAM）、近藤剛史、田中寿子
- VE：三浦宏一、北村宏一、辻源之、佐久間元貴、入江俊之
- カメラ：丸山真平、菊地裕介
- 音声：五十嵐公彦、西山恵美子、久保田優
- 照明：山崎康紀、塚生崇、小林瑞雪、宮田和、藤谷直之
- 音効：木村俊之（音響企画）
- 編集：洲脇陽平、富田一弘
- MA：大前智浩
- TK：宮本美智子、柴田あゆみ（ジャム・オフィス）
- アートプロデューサー：本橋智子
- デザイン：三重野基
- 美術進行：仙田拓也
- 大道具：富田泰史
- 電飾：松村真一
- アクリル装飾：八島貴広
- アクション：ジャパンアクションエンタープライズ
- フラワーデザイン：松田明子
- 協力：テレビ東京ミュージック、袖ヶ浦市民会館、テクノマックス、テレビ東京アート、テクノマックスビデオセンター、アドゲイプロモーション、サンフォニックス、TAMCO、東京舞台照明、山田かつら
- Special Thanks：ひばりプロダクション
- AP：大山比桃美
- デスク：戸田綾音
- 演出補：塩田綾子、丸山恵、古関昭
- ディレクター：星俊一、山田耕三（以前は、総合演出→一時離脱）沼尻高明、長田剛、塩谷俊之、三富達郎、宇賀神敬行（以前は、演出補→一時離脱）
- 総合演出：柴幸伸[注 18]
- プロデューサー：井関勇人[注 19]、宮川幸二、伊達恵介、植木栄次、勝田昭[注 20]、高麗倫太郎
- 制作協力：PROTX、エムファーム、ウィニング・ラン
- 制作著作：テレビ東京

### 過去のスタッフ
- リサーチ：寺坂直毅[注 21]
- 電飾：高橋修、及川博安
- 音効：塩谷弘樹（音響企画）
- TK：中嶋梨沙（ジャム・オフィス）
- デスク：野中優、坂本典子、柴山妙子
- アートプロデューサー：小越敏彦
- デザイン：金森明日香
- 美術進行：森本士朗、野本和広
- 演出補：朝比奈諒
- ディレクター：小野裕之、古郡英樹
- プロデューサー：牛原隆一[注 22]
- チーフプロデューサー：大原潤三（開始 - 2013年6月27日）、関光晴（2013年7月25日 - 2016年6月24日、2013年6月27日まではプロデューサー）